# Logis de Beaulieu
Le logis de Beaulieu est situé à La Laigne en Charente-Maritime.

## Historique
Pourvue des droits de basse justice, de colombier seigneurial et de garenne, la terre de Beaulieu aussi appelée Beaulieu-Mirande était vassale, sous l'ancien régime, de celle de La Laigne 
Le plus ancien seigneur de Beaulieu connu est Guillaume des Chaulmes, en 1475. Sa famille était encore propriétaire du fief en 1539, comme le montre une déclaration qui est alors produite par Bonnaventure des Chaulmes.  
Peu après Beaulieu changea de mains et devint la propriété de Pierre Desmier, qui s'intitulait seigneur de Beaulieu dès 1563. De son second mariage avec Jeanne de Châteauneuf, il laissa un fils, Alexandre, qui transmit à son tour la seigneurie de Beaulieu à sa fille, Suzanne Desmier.  
Cette dernière arrondit ses terres en achetant, en 1623, le fief voisin et de Roussillon. Elle avait épousé en premières noces Joachim de Chaumont, seigneur de Cherves (ou de Chervettes dans les environs de Surgères), avant de convoler en secondes noces avec Charles Bidault, propriétaire du château de Luret, à Tonnay-Boutonne. Sa fille issue de son premier mariage, Eléonore de Chaumont, étant devenue religieuse au couvent des Ursulines de Saint-Jean-d'Angély, les terres et seigneuries de Beaulieu et de Roussillon échurent à Catherine Bidault, sa demi-sœur, issue du second mariage de leur mère. Restée demoiselle, Catherine Bidault institua pour héritier son parent, Gabriel des Gittons (fils de Gabriel des Gittons et d'Angélique Desmier de Chenon), seigneur de La Baronnière, en Poitou.  
C'est à la veuve et légataire de ce dernier, Louise d'Albin de Valzergues, que revinrent vers 1670 et après une transaction passée avec son beau-frère, Benjamin des Gittons, les terres de Beaulieu et de Roussillon. Ayant choisi de s'établir à Poitiers, elle les vendit en 1691 à Julien Gaillardon, un roturier ayant fait fortune à la Guadeloupe.  
Après la mort de Julien Gaillardon, ses biens furent partagés en 1724 entre ses différents héritiers, y compris le château de Beaulieu qui fut alors partagés en deux parties. C'est un maître chirurgien de La Rochelle qui acheta entre 1738 et 1751 les différentes parts de la seigneurie de Beaulieu qu'il réunit patiemment. Après sa mort le château de Beaulieu fut attribué en 1756 à Charles-Etienne Toutan-Beauregard, avant d'être vendu en 1760 à Marie-Angélique Fichon de Beaumont puis quelques mois plus tard, en 1762, à un négociant de La Rochelle, Pierre-Gabriel Admyrauld (1723-1783). 
À la suite d'un partage conclu en 1793 entre ses enfants, dont Louis-Ernest-Henri, qui sera officier des vélites de la garde et mourra en 1807 à la bataille d'Eylau, le château de Beaulieu fut attribué à Jean-Louis Admyrauld (1760-1835), d'abord armateur et négociant à La Rochelle, maire de La Laigne entre 1804 et 1809 puis député de 1809 à 1821 et enfin préfet de la Charente-Inférieure de 1830 jusqu'à sa mort. De son mariage avec Henriette-Julie Suidre, il ne laissa que deux fils, dont Louis-Gabriel Admyrauld (1784-1850), lieutenant-colonel d'artillerie, puis député de la Charente-Inférieure de 1831 à 1837, époux d'Elisabeth Rasteau.  
À la suite d'un nouveau partage, passé en 1840, c'est au frère cadet de ce dernier, Louis-Henry-Ernest Admyrauld (1805-1873), receveur des finances à Fontenay-le-Comte qu'échut le domaine de Beaulieu qu'il transmit à sa mort à sa fille, Marie (1839-1921), épouse de de Victor-Arthur Guéry (1834-1900), avoué près le tribunal de Fontenay-le-Comte.   
Puis, Beaulieu resta aux mains de la descendance de ces derniers jusqu'en 1989, lorsqu'il fut acquis par la famille Prouzeau qui a entrepris de le sauver de la ruine par une opiniâtre restauration. 
La grille en fer forgé clôturant la cour d'honneur du château est inscrite au titre des monuments historiques par arrêté du 2 mars 1993.